# Cannonball (canção de Damien Rice)
 "Cannonball"  é uma canção do cantor irlandês Damien Rice. A canção foi lançada como o segundo single de seu álbum de estréia, O.

## Lançamento
Na Irlanda, o single foi lançado como um CD em maio de 2002, produzido e lançado pelo próprio Damien Rice. No álbum  existe uma segunda versão da música, remixada.
Na Inglaterra o single foi lançado em outubro de 2003 pela 14th Floor Records. O CD apresenta  um  B-side exclusivo: "Moody Monday" e o vídeo de "Cannonball". Foi embalado em uma luva de cartão desdobrável com um cartaz. O segundo CD contendo versões ao vivo de "Cannonball", "Amie" e "The Blower's Daughter" foi gravado ao vivo na Union Chapel. Esta versão inclui quatro cartões-postais
O single foi relançado em 5 de Julho de 2004, com um DVD bônus, contendo dois remixes, uma entrevista filmada e uma biografia de Damien Rice.
"Cannonball" foi apresentado nas séries de TV Bones, The Black Donnellys, £ 3, The OC, The L Word, e em 2004 no filme In Good Company e também na novela Páginas da Vida.

### Faixas
- CD irlandês

1. "Cannonball" (Single Version)
2. "Lonelily" (Original Demo)
3. "Woman Like a Man" (Live Unplugged)
4. "Cannonball" (Instrumental Album Version)

- CD   Britânico

1. "Cannonball" (live)
2. "Amie" (ao vivo)
3. "The Blower's Daughter" (ao vivo)

- CD  Britânico (especial)

1. "Cannonball" (Radio Remix)
2. "Moody Mooday"
3. "Cannonball" (Video)

## Versão por Little Mix
O girl group britânico Little Mix fez um cover da música na final durante a oitava série do The X Factor em 2011. Após o anúncio de que a banda havia vencido o show, sua versão foi lançada como single dos vencedores em 11 de dezembro de 2011, pela Syco Music. Posteriormente, foi incluído na edição expandida do álbum de estreia do Little Mix, DNA.
"Cannonball" alcançou o primeiro lugar no UK Singles Chart; tornando-se o single mais vendido de 2011 no Reino Unido. No final do ano, vendeu mais de 390.000 cópias. A música também alcançou o primeiro lugar na Escócia e na Irlanda; mais tarde se tornando o single número um do Natal daquele ano.
Rice não teve nenhum envolvimento com a produção do cover do Little Mix de "Cannonball". Após o lançamento do X-Factor, ele começou a doar dinheiro para o Haiti para "me limpar de qualquer possível dinheiro do X Factor que pudesse entrar". Em 2022, "Cannoball" vendeu mais de 561.000 cópias no Reino Unido e foi certificado ouro no país e na Irlanda. Também é classificado como o nono single mais vendido de um vencedor do X Factor.

## Recepção da crítica
Newsround, deu a canção 4 de 5 estrelas dizendo que "a canção começa com adoráveis vocais de cada uma das meninas, lembrando-nos de seus individuais talentos.", e Robert Copsey, analista da Digital Spy deu 3 de 5 estrelas, afirmando que o "seu choque [Jade Thirwall] parecia o mais comovente."

## Vídeoclipe
O videoclipe de "Cannonball" foi carregado na página oficial do Little Mix no Vevo em 20 de dezembro de 2011. Ele retrata seus melhores momentos no The X Factor e sua performance do single.

## Faixas
- Digital download

1. "Cannonball" – 3:25
2. "Little Mix - Audio Message" - 0:22
3. "Wings" (Sunship Extended Mix) - 4:51
4. "Wings" (Instrumental) - 3:39

- CD single

1. "Cannonball" – 3:25
2. "Super Bass" (X Factor Performance) - 2:26
3. "E.T." (X Factor Performance) - 2:13
4. "Don't Let Go (Love)" (X Factor Performance) - 2:33

### Créditos
- Damien Rice – compositor
- Richard "Biff" Stannard – produtor
- Ash Howes – produtor
- Steve Mac –produtor
- Chris Laws – mixagem
- Dann Pursey – líder vocal, bateria e bauxi
- Jez Ashurst – acústico guitarra
- Cliff Masterson – programação adicional, arranjos de cordas e coro, maestro
- Seton Daunt – guitarra
- Steve Pearce – baixo
- Neal Wilkinson – bateria
- Rolf Wilson – líder de cordas
- Diva Singers – coro
- Emma Rohan – cantor de fundo
- Jasette Amos –cantor de fundo

## Paradas
| \| Chart (2011) \| Posição \| \| --------------------------- \| ------- \| \| Europe (Euro Digital Songs) \| 1 \| \| Ireland (IRMA) \| 1 \| \| Scotland (OCC) \| 1 \| \| UK Singles (OCC) \| 1 \| |         |
| Chart (2011) | Posição |
| Europe (Euro Digital Songs) | 1       |
| Ireland (IRMA) | 1       |
| Scotland (OCC) | 1       |
| UK Singles (OCC) | 1       |

| Região            | Certificação | Vendas  |
| ----------------- | ------------ | ------- |
| Irlanda (IRMA)    | Ouro         | 10,000  |
| Reino Unido (BPI) | Ouro         | 561,000 |

## Outras versões
Em 2015, a música foi regravada pela cantora australiana Natalie Imbruglia, e incluída em seu quinto álbum de estúdio Male.